# Sejmdzje
De Sejmdzje (Russisch: Сеймдже) is een 150-kilometer lange rechterzijrivier van de Timpton, gelegen in de Russische autonome republiek Jakoetië, in Oost-Siberië. De rivier ontspringt op het Hoogland van Aldan in het zuidoosten van Jakoetië. De belangrijkste zijrivieren zijn de Mamoelaj (57 km) en de Kiejeng-Joerjach (44 km) aan rechterzijde. De rivier is bevroren van de tweede helft van oktober tot midden mei.